# Fruíme (La Coruña)
Fruíme (llamada oficialmente San Martiño de Fruíme) es una parroquia y un aldea española del municipio de Lousame, en la provincia de La Coruña, Galicia.

## Localización
La parroquia está situada en el sur del municipio de Lousame y a 210 metros sobre el nivel del mar a 10 km de la capital municipal. Tiene una extensión delimitada de 74.100 metros cuadrados.  

## Geografía
Por esta parroquia pasa el río Beluso el único del municipio que desemboca en la Ría de Arosa, también en esta parroquia está el monte de la Muralla con unos picos de entre 500 y 600 metros que acoge al parque eólico de Monte Treito. 

## Límites
Limita al norte con la parroquia de Vilacoba, al sur con Boiro, al sureste con Rianjo y con la parroquia de Lousame al oeste. 

## Topónimo
El topónimo Fruíme es un antropotopónimo, lo que quiere decir que deriva del nombre de una persona llamada Fronimius, cuyo nombre es de origen greco-latino, procedente del griego Fronimos. De su genitivo (Villa) Fronimi (de Frunimi) resulta el gallego Fruíme, con la habitual perdida de la -n- entre vocales característica del paso del latín al gallego, así como el paso de la -o- a la -u- por influjo de la -i-. Es probable que en la época romana existiera la casa de un señor en la zona.

## Historia
La primera referencia de la que se tiene constancia, la encontramos en un documento del monasterio de Toxosoutos del 10 de julio de 1162: "Eclesiam Sancti Martini de Fruime". 
En 1438, St. Martiño de Fryme pagaba a la mesa capitular compostelana 12 ferrados de centeno y cebada así como 9 libras en dinero.

## Entidades de población
Entidades de población que forman parte de la parroquia:
- Aldarís
- Ardeleiros
- Arribas (As Arribas)
- Burzo (Bursó)
- Cabalariza (A Cabalariza)
- Escabia (A Escabia)
- Fruíme
- Millón
- Vilas
- Zaramagoso (Saramagoso)

## Demografía

### Parroquia
| Gráfica de evolución demográfica de Fruíme (parroquia) entre 2000 y 2019 |
|                                                                          |
| Datos según el nomenclátor publicado por el INE.                         |

### Lugar
| Gráfica de evolución demográfica de Fruíme (lugar) entre 2000 y 2019 |
|                                                                      |
| Datos según el nomenclátor publicado por el INE.                     |

## Urbanismo
Según el PGOM de 2005, en ese año la aldea constaba de 14 viviendas unifamiliares y otras 26 construcciones de carácter secundario o complementario. No hay ninguna nave de carácter agrícola ni de carácter industrial o comercial. Cuatro construcciones están en estado de ruina. Según el INE es una entidad singular de población conformada por un núcleo de población sin diseminado. 

## Patrimonio

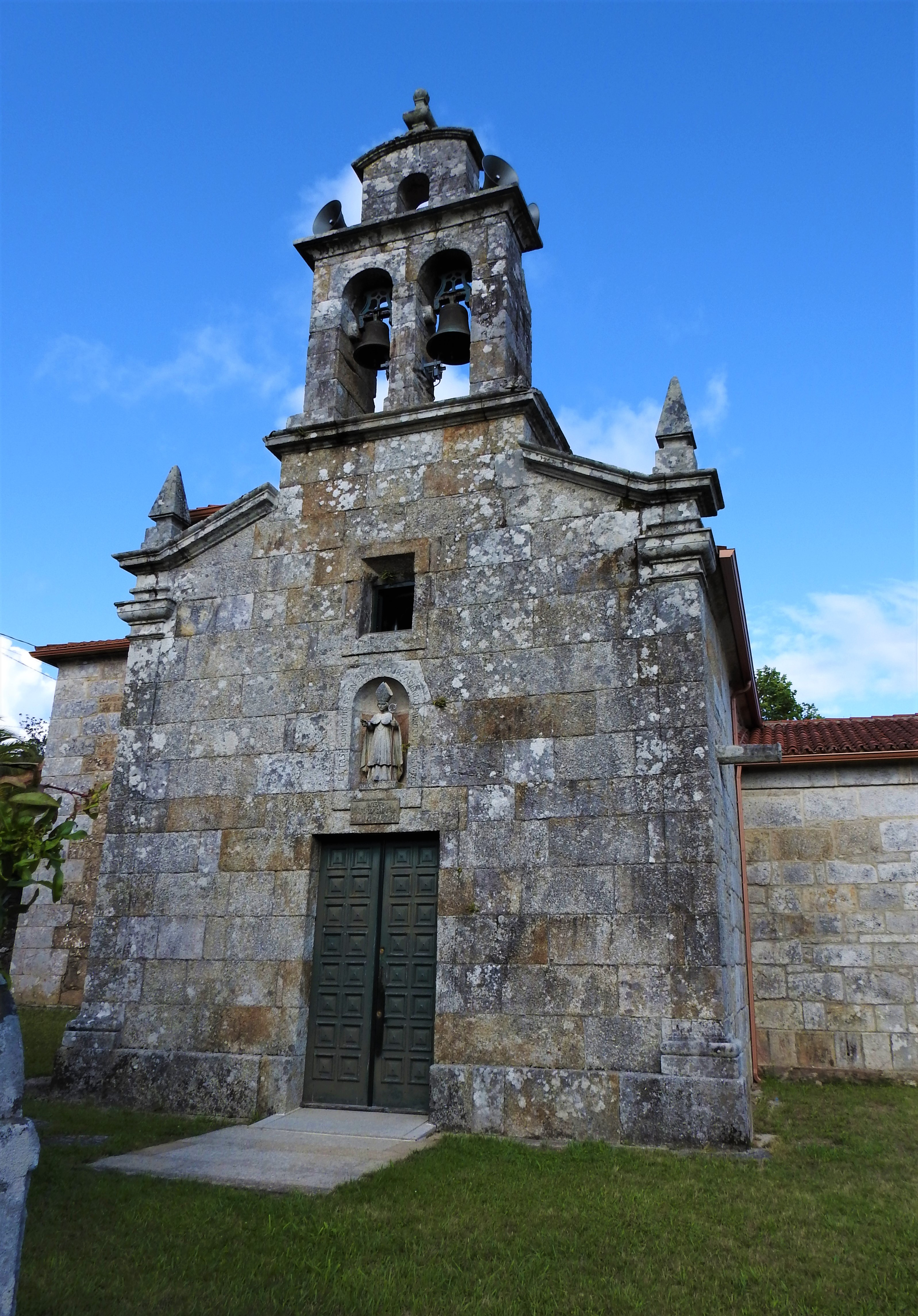
Igrexa parroquial de Fruime.

La parroquia posiblemente haya estado siempre bajo el patronazgo de San Martín de Tours. En el emplazamiento de la actual iglesia existió antiguamente un templo de estilo románico, reformado en varias ocasiones, hasta que finalmente fue rehecha casi totalmente en el siglo XIX, quedando de la iglesia original poco más que algunos restos de escasa importancia y la capilla de la Virgen de los Dolores. De esta reforma queda constatada en una inscripción situada en la fachada: Esta se construiose en el año d 1867 siendo párroco Jose V. Roo.
Es de planta de cruz griega, recubierta con una bóveda de cañón, excepto la capilla de los dolores, que es de arista. La fachada está adornada con una imagen de San Martín de Tours y está rematada con una espadaña central de dos cuerpos, para dos y una campana respectivamente. Frente al atrio encontramos la casa rectoral donde vivió Zernadas de Castro, el cual dedicó varios poemas al altar de la virgen de los dolores, entre ellos uno que comienza así: 

Señora, si tu beldad

encanta por Dolorosa,

sin dudas estás más hermosa,

donde es mas tu Soledad:

por tus penas la Ciudad

te rinde culto sublime;

mas como, aunque más se anime,

no llega Fruíme a esa altura,

por eso es más tu hermosura

en la SOLEDAD DE FRUÍME...

El 20 de septiembre de 1600 se contrató a Pedro Fernández, vecino de Santiago, un retablo de madera de nogal para el altar mayor, conforme al diseño que dio el párroco Gregorio de Citoula, pero este no es el que se conserva en la actualidad. 
Además en la aldea podemos encontrar dos Cruceiros. Uno en la iglesia, posiblemente el más antiguo de la parroquia y otro en el atrio, más moderno que data de 1925.

## Personalidades
En la aldea de Fruíme vivió Diego Antonio Cernadas de Castro, escritor y precursor del rexurdimento de la lengua gallega en Galicia.